# Sananda Maitreya

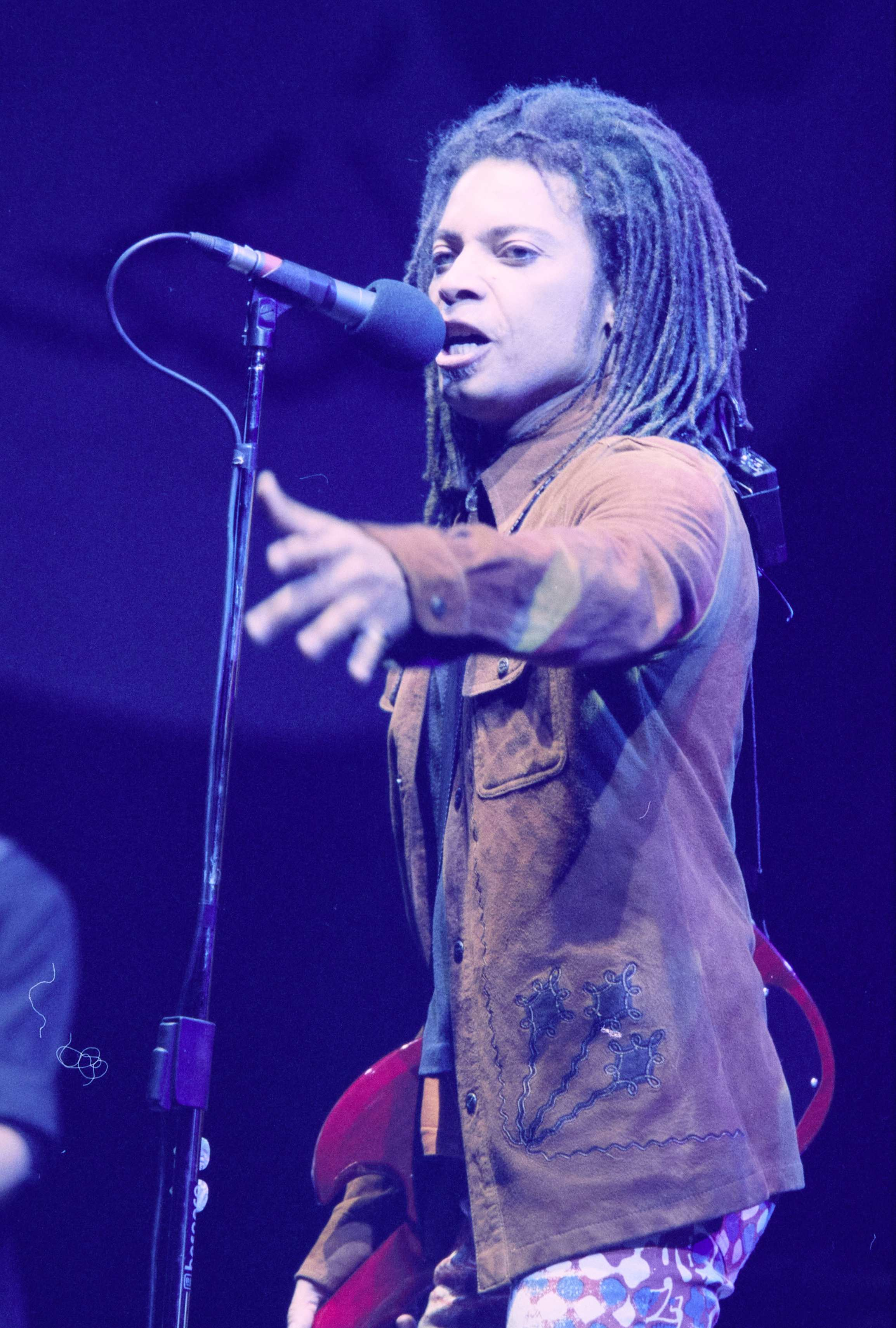
Sananda Maitreya, Haarlem, 2003

Sananda Maitreya (* 15. März 1962 in New York als Terence Trent Howard), besser bekannt als Terence Trent D’Arby, ist ein US-amerikanischer Sänger. Mit Songs wie Wishing Well oder Sign Your Name wurde er Mitte der 1980er populär und erfolgreich.

## Werdegang
Terence Trent Howard wurde in New York geboren und wuchs dort auf. In der High School entwickelte er eine Leidenschaft für das Boxen und gewann eine „Golden Gloves“-Meisterschaft. Nach einem einjährigen Journalistik-Studium an der University of Central Florida ging er 1980 zur United States Army. Dort diente er in Deutschland in der gleichen Einheit wie seinerzeit Elvis Presley. Von 1981 bis 1984 wirkte er in der Frankfurter Funk-Band The Touch mit.
Sein im Sommer 1987 erschienenes Debütalbum Introducing the Hardline According to Terence Trent D’Arby ist sein bekanntestes und erfolgreichstes Werk. Das Album verkaufte sich über eine Million Mal in den ersten drei Tagen nach der Veröffentlichung und insgesamt zwölf Millionen Mal. Darauf enthalten sind unter anderem seine größten Hits If You Let Me Stay, Wishing Well und Sign Your Name. Terence Trent D’Arby erhielt im März 1988 einen Grammy für die Best male R&B vocal performance. Seitdem hat er fünf Alben veröffentlicht, nicht inbegriffen frühe Aufnahmen mit The Touch aus dem Jahr 1983, von denen jedoch keines an den Erfolg von Introducing the Hardline According to Terence Trent D’Arby anknüpfen konnte. Die Erfolge blieben danach aus. Grund war die massive Selbstüberschätzung des Künstlers, der sein Album beispielsweise als besser als Sgt. Pepper’s Lonely Hearts Club Band der The Beatles erklärte, sich zum Retter des Soul und zu einem musikalischen Genie erklärte. Weder Journalisten noch Öffentlichkeit hatten danach trotz des unzweifelhaften Talents noch ein positives Bild Howards. Im Jahr 1999 trat Howard anlässlich der Feier zur Eröffnung des Stadium Australia als Sänger der Rockgruppe INXS auf.
Im Oktober 2001 änderte Howard seinen Namen offiziell in Sananda Maitreya. Sein neuer Vorname ist ihm angeblich im Traum offenbart worden, der Nachname hat seinen Ursprung im Buddhismus und steht für Zukunft, Liebe und Freundlichkeit. Er übersiedelte von Los Angeles nach München und gründete ein eigenes Label mit dem Namen Treehouse Publishing. 2002 zog er nach Mailand und heiratete dort 2003 die italienische Fernsehmoderatorin und Architektin Francesca Francone. Sananda Maitreya hat einen eigenen YouTube-Kanal.

## Diskografie
Studioalben

| Jahr                     | Titel Musiklabel                                                                   | Höchstplatzierung, Gesamtwochen, AuszeichnungChartplatzierungen (Jahr, Titel, Musiklabel, Platzierungen, Wochen, Auszeichnungen, Anmerkungen) | Höchstplatzierung, Gesamtwochen, AuszeichnungChartplatzierungen (Jahr, Titel, Musiklabel, Platzierungen, Wochen, Auszeichnungen, Anmerkungen) | Höchstplatzierung, Gesamtwochen, AuszeichnungChartplatzierungen (Jahr, Titel, Musiklabel, Platzierungen, Wochen, Auszeichnungen, Anmerkungen) | Höchstplatzierung, Gesamtwochen, AuszeichnungChartplatzierungen (Jahr, Titel, Musiklabel, Platzierungen, Wochen, Auszeichnungen, Anmerkungen) | Höchstplatzierung, Gesamtwochen, AuszeichnungChartplatzierungen (Jahr, Titel, Musiklabel, Platzierungen, Wochen, Auszeichnungen, Anmerkungen) | Anmerkungen                                                  |
| Jahr                     | Titel Musiklabel                                                                   | DE | AT | CH | UK | US | Anmerkungen                                                  |
| ------------------------ | ---------------------------------------------------------------------------------- | --- | --- | --- | --- | --- | ------------------------------------------------------------ |
| als Terence Trent D’Arby |                                                                                    | | | | | |                                                              |
|                          |                                                                                    | | | | | |                                                              |
| 1987                     | Introducing the Hardline According to Terence Trent D’Arby Columbia Records (Sony) | DE4 Platin · (57 Wo.)DE | AT4 (42 Wo.)AT | CH1 ×2Doppelplatin · (51 Wo.)CH | UK1 ×5Fünffachplatin · (70 Wo.)UK | US4 ×2Doppelplatin · (61 Wo.)US | Erstveröffentlichung: 13. Juli 1987 Verkäufe: + 12.000.000   |
| 1989                     | Neither Fish Nor Flesh Columbia Records (Sony)                                     | DE26 (10 Wo.)DE | AT28 (2 Wo.)AT | CH20 (3 Wo.)CH | UK12 Gold · (5 Wo.)UK | US61 (15 Wo.)US | Erstveröffentlichung: 23. Oktober 1989 Verkäufe: + 2.000.000 |
| 1993                     | Symphony or Damn Columbia Records (Sony)                                           | DE56 (9 Wo.)DE | AT38 (1 Wo.)AT | CH23 (5 Wo.)CH | UK4 Gold · (19 Wo.)UK | US119 (7 Wo.)US | Erstveröffentlichung: 30. April 1993 Verkäufe: + 107.500     |
| 1995                     | Vibrator Columbia Records (Sony)                                                   | DE58 (7 Wo.)DE | — | CH8 (9 Wo.)CH | UK11 (6 Wo.)UK | US178 (1 Wo.)US | Erstveröffentlichung: 7. April 1995                          |
| als Sananda Maitreya     |                                                                                    | | | | | |                                                              |
|                          |                                                                                    | | | | | |                                                              |
| 2001                     | Wildcard! Sananda Records (UMG)                                                    | — | — | — | — | — | Erstveröffentlichung: 11. Oktober 2001                       |
| 2005                     | Angels & Vampires – Volume I Treehouse Records (TP)                                | — | — | — | — | — | Erstveröffentlichung: 2005                                   |
| 2006                     | Angels & Vampires – Volume II Treehouse Records (TP)                               | — | — | — | — | — | Erstveröffentlichung: 29. April 2006                         |
| 2009                     | Nigor Mortis Treehouse Records (TP)                                                | — | — | — | — | — | Erstveröffentlichung: 30. Juni 2009                          |
| 2011                     | The Sphinx Treehouse Records (TP)                                                  | — | — | — | — | — | Erstveröffentlichung: 15. März 2011                          |
| 2013                     | Return to Zooathalon Treehouse Records (TP)                                        | — | — | — | — | — | Erstveröffentlichung: 1. März 2013                           |
| 2015                     | The Rise of the Zugebrian Time Lords Treehouse Records (TP)                        | — | — | — | — | — | Erstveröffentlichung: 9. Oktober 2015                        |
| 2017                     | Prometheus & Pandora Treehouse Records (TP)                                        | — | — | — | — | — | Erstveröffentlichung: 13. Oktober 2017                       |
| 2021                     | Pandora’s PlayHouse Treehouse Records (TP)                                         | — | — | — | — | — | Erstveröffentlichung: 15. März 2021                          |